# Монтел Вонтевіус Портер
Монтел Вонтевіус Портер (англ. Montel Vontavious Porter; нар. 28 жовтня 1973, Маямі, Флорида, США) — відомий американський реслер. Найбільш відомий широкому загалу своїми виступами на арені World Wrestling Entertainment. У 2010 році звільнився за власним бажанням.
Його муштрували два колишніх професійних реслера - Соулман Алекс Джі і Норман Смайлі. На початку своєї кар'єри МВП працював у багатьох незалежних промоушенах (включаючи Total Nonstop Action Wrestling (TNA)) де він завоював кілька чемпіонських титулів в індивідуальних змаганнях). У 2005 році уклав угоду з WWE і перейшов у підрозділ WWE Deep South Wrestling (DSW).
У 2006 році вперше з'явився на арені бренду SmackDown!. У 2007 році він завоював свій перший титул у WWE - титул Чемпіона Сполучених Штатів WWE. Його він утримував доволі довго і як наслідок став третім реслером в історії за кількістю днів. Згодом разом з Меттом Гарді вони завоювали титули Командних чемпіонів WWE. 17 березня 2009 завоював свій другий титул чемпіона Сполучених Штатів WWE. Через рік звільнився за власним бажанням і уклав угоду з New Japan Pro Wrestling.
У 2014 році з'явився на арені TNA як новий вкладник.

## Реслінґ
- Фінішери
  - Arm trap crossface
  - Drive-By Kick
  - Malicious Intent'
  - Playmaker — WWE
  - The 305 / The Play of the Day — WWE; 2010 - наш. час
- Коронные приемы
  - Ballin' Elbow
  - Facebreaker knee smash
  - Flapjack
  - Players Boot
  - Single leg Boston crab
- Прізвиська
  - «МВП»
  - «The Franchise Playa»
  - «Half Man, Half Amazing»
  - «The Ballin' Superstar»
  - «Капітан команди»
  - «Чоловік з трьох частин»
- Музичний супровід
  - "Get Back" від Ludacris (Незалежні промоушени)
  - "Move Bitch" від Ludacris у виконанні Mystikal and I-20 (Незалежні промоушени)
  - "I'm Comin'" від Silkk the Shocker (WWE) (2006–2010)
  - "Most Valiantly Person" від Yonosuke Kitamura (NJPW)
  - "Return of the Ronin" від MVP (TNA; 30 січня 2014- 18 липня 2015)
  - "The Anthem" від Jess Jamez та MVP (TNA; як частина The Beat Down Clan)

## Здобутки та нагороди
- Coastal Championship Wrestling
  - CCW Heavyweight Championship (1 раз)
- Future of Wrestling
  - FOW Tag Team Championship (1 раз) – з Punisher
- New Japan Pro Wrestling
  - IWGP Intercontinental Championship (1 раз)
  - IWGP Intercontinental Championship Tournament (2011)
- Pro Wrestling Illustrated
  - PWI ставить його # 23 of з топ 500 найкращих реслерів у 2008 році
- World Wrestling Entertainment
  - Командне чемпіонство WWE (1 раз) – з Метом Гарді
  - Чемпіон Сполучених Штатів WWE (2 рази)
- Wrestling Observer Newsletter
  - Найбільш проґресуючий (2007)
  - Найбільш недооцінений (2008)